# 尼亚齐·米兹里
穆罕穆德·尼亚齐·米兹里 (土耳其語：Mehmet Niyâzî-i Mısrî)，本名沙姆斯·阿尔-丁·穆罕穆德·本·阿里 。生卒年为1618年3月9日至1684年3月16日。奥斯曼帝国诗人、神秘主义者、苏菲派哈尔瓦提教團教士。被蘇菲派視為“完人”
米茲里生于马拉蒂亚的索干里村。父亲徹萊比是位纳克什班迪教团教长。米兹里平日的职业是蜡烛匠人。早年遊學四方,先是在迪亚巴克尔和马尔丁，1640年，米茲里曾去過埃及，在艾资哈尔大学就讀，因此得到米茲里（密昔兒）的別名。隨後還去了巴格達，最終回到安納托利亞。期間向許多宗教學者請教。1646年起，他曾先後在包括君士坦丁堡、布爾薩、乌沙克等城市的大學中任教。在烏沙克受業于烏姆尼·希南門下，他正式成為伊瑪目并開始在清真寺中引領祈禱。17世纪中叶，米兹里进行了一些宗教布道活动，他还在布尔萨建立了一个苏菲派聚会场所。米兹里逐渐地变成了一位受人尊敬的苏菲教士。
當時，奧斯曼國內的伊斯蘭教法學家對蘇菲派抱有相當的反感，1665年至1683年，政府禁止了蘇菲派的活動。蘇丹穆罕默德四世的老師瓦尼·穆罕穆德·埃凡迪是反蘇菲主義的領袖之一，他對哈爾瓦提教團的反對致使他與米茲里交惡，米茲里稱他為“法老”、“行邪術的”、特別是“假先知”、“敵基督”。可見當時教派鬥爭之激烈。米兹里由于多次直言不讳地批评政治腐败，特別是批評大維齊爾科普鲁律，而遭到放逐，但他却受到民众的青睐。1673年，大維齊爾科普魯律召他至阿德里安堡對質，被控言辭不慎。隨後米兹里开始了其在希腊的放逐生活。他先是在罗德岛上居住了九个月，雖然很快被赦免，1674年，他還亲自给帝国苏丹讲授了苏菲哲学。但由於1677年在阿德里安堡佈道而再遭放逐。他两度旅居利姆诺斯岛，前后共十八年。米兹里最终在希腊利姆诺斯岛去世。享年七十八歲。他的诗歌在苏菲派中被传唱，负有盛名。
米茲里著有詳盡的個人日記，為後世研究他所處的時代的風物提供了方便。

## 诗作举例
宗教、规则、习俗、名誉，皆随风逝去。哦，尼亚齐，怎么了？虔信的桎梏，于你已为乌有。